# Exechia ashleyi
Exechia ashleyi (лат.) — вид грибных комаров рода Exechia. Назван в честь Dr. Ashley Kirk-Spriggs, коллекционера голотипа. 

## Распространение
Афротропика: Бурунди. 

## Описание
Грибные комары мелких размеров со стройным телосложением. Самец (самки неизвестны): длина тела 3,2 мм. Длина крыла 2,5 мм. Голова и наличник темно-коричневые, почти черные; лабеллум коричневый; щупики жёлтые. Усики с скапусом и педицелем жёлтые; жгутик коричневый, базальная половина первого членика жгутика жёлтая. Грудь со щитком тёмно-коричневая, боковой край светло-коричневый; боковые склериты и проплевры коричневые; жужжальцы беловато-жёлтые, на вершине немного темнее. Ноги беловато-жёлтые. Брюшко темно-коричневое, на II-III тергитах латеральное поле немного светлее.  В крыльях жилка Sc свободная, жилки M3+4 и Cu1 образуют короткую вилку. Личинки, предположительно, как у близких видов, развиваются в агариковых грибах.

## Систематика
Вид был впервые описан в 2021 году норвежскими энтомологом Jon Peder Lindemann, Geir Søli (The Arctic University of Norway, Тромсё, Норвегия) Jostein Kjærandsen (Natural History Museum, Осло). Включён в состав видовой группы Exechia parva group (триба Exechiini из номинативного подсемейства Mycetophilinae).
Отличается от E. penicillata и E. sambai тем, что дорсальная ветвь гоностиля укорочена и имеет прямоугольную форму с прямоугольным апико-внутренним углом в сочетании со щетинками на апиковентральном крае гонококситов, не доходящими до вершины гонококсальной доли и формой гипандриальной доли; от E. burundiensis: верхушечная ветвь гоностиля имеет выемку на вершине и гонококсальную лопасть с апикальными щетинками, параллельными, но не расширяющимися; от E. afrorepanda — гонококсальная лопасть в основном голая, с параллельными вентральными краями; от других видов в группе E. parva отличается наличием внутренней ветви гоностиля с 3 щетинками, близкими к вершине.